# Sympherta
Sympherta is een geslacht van insecten uit de orde vliesvleugeligen (Hymenoptera) en de familie Ichneumonidae.

## Soorten
- S. aciculata (Davis, 1897)
- S. antilope (Gravenhorst, 1829)
- S. burra (Cresson, 1868)
- S. canaliculata (Thomson, 1893)
- S. clinata (Walley, 1937)
- S. curvivenica Sheng, 1998
- S. facialis Hinz, 1991
- S. factor Hinz, 1991
- S. foveolator (Holmgren, 1856)
- S. fucata (Cresson, 1868)
- S. gallicator Aubert, 1984
- S. habermehli (Kiss, 1929)
- S. irkutski Hinz, 1991
- S. jactator (Thunberg, 1822)
- S. kasparyani Hinz, 1991
- S. montana (Gravenhorst, 1829)
- S. nigritor Hinz, 1991
- S. obligator (Thunberg, 1822)
- S. orientalis Kusigemati, 1989
- S. rufiventris Hinz, 1991
- S. sareptae Hinz, 1991
- S. splendens (Strobl, 1903)
- S. styriaca (Heinrich, 1953)
- S. sulcata (Thomson, 1894)
- S. sulcatoides Hinz, 1991
- S. tenthredinarum Horstmann, 1999
- S. townesi Hinz, 1991
- S. ullrichi (Tschek, 1869)